# Gazella dorcas
La gacela dorcas (Gazella dorcas) es una especie de mamífero artiodáctilo de la familia Bovidae. Esta gacela está especialmente adaptada al hábitat donde se distribuye, los desiertos del norte de África desde Egipto hasta el Sáhara Occidental. 
Mide unos 55 a 65 cm de alto, con la cabeza y el cuerpo de una longitud de 90 a 110 cm y un peso de 15-20 kg. Las numerosas subespecies sobreviven en la vegetación en las praderas, estepas, desiertos de montaña y en climas semidesérticos de África y Arabia. Acerca de 35 000 - 40 000 existen en la naturaleza. La gacela de Arabia extinguida de la península arábiga se ha considerado previamente como una subespecie de la gacela dorcas.

## Descripción
La gacela dorcas es similar en apariencia, pero más pequeña, a la gacela de montaña ya que están estrechamente relacionados. Tiene orejas más largas y cuernos más curvados. Los individuos que pertenecen a la subespecie del Sahara (G. d. osiris) tienen capas de color muy pálidos. La parte inferior blanca está confinada con una raya marrón, por encima de la cual hay una franja de color arena. El frente y la cara son más oscuros que el cuerpo. La subespecie del norte del Sahara tiende a ser más de color ocre, y tiene flancos oscuros y rayas faciales. Las poblaciones en Israel y en todo el mar Rojo son de color rojizo oscuro. En el siglo XX, la población de gacela dorcas fue parcialmente eliminada en todos los países en los que se encontraba.
Actualmente, una gran población de gacelas Dorcas se encuentran en el Néguev y la Aravá, con otras grandes poblaciones en Sudán, Irak, y la parte sur del desierto del este de Egipto. En Israel, sólo se encuentra entre 1000-1500 individuos.

## Comportamiento
Las gacelas dorcas están muy adaptadas al desierto; pueden estar toda su vida sin beber, ya que pueden obtener toda la humedad que necesitan de las plantas de su dieta, aunque siempre beben cuando el agua está disponible. Son capaces de soportar altas temperaturas, pero cuando hace mucho calor, están activas desde el atardecer hasta el amanecer. En las zonas donde se enfrentan a la depredación humana, tienden a ser activas sólo de noche para minimizar el riesgo de caer presa de los cazadores. Estas gacelas se alimentan de hojas, flores y vainas de muchas especies de árboles de acacia, así como las hojas, ramas y frutos de diversos arbustos. Son capaces de correr a velocidades de entre 80 y 96 km/h cuando se sienten amenazadas.

## Enemigos naturales
La población de esta gacela ha disminuido en toda su gama. Sus depredadores naturales incluyen a leopardos, guepardos, lobos árabes, y leones. Aunque debido a la cacería humana, pocos felinos suelen aprovecharse de las gacelas dorcas. El serval y caracal también se aprovechan de las crías de esta especie. La mayor amenaza moderna para esta gacela es la civilización humana, que reduce su hábitat mediante la conversión del hábitat en zonas de cultivo y la introducción de nuevos rebaños de ovejas y cabras domésticas que compiten con las gacelas por los pastizales.

## Subespecies

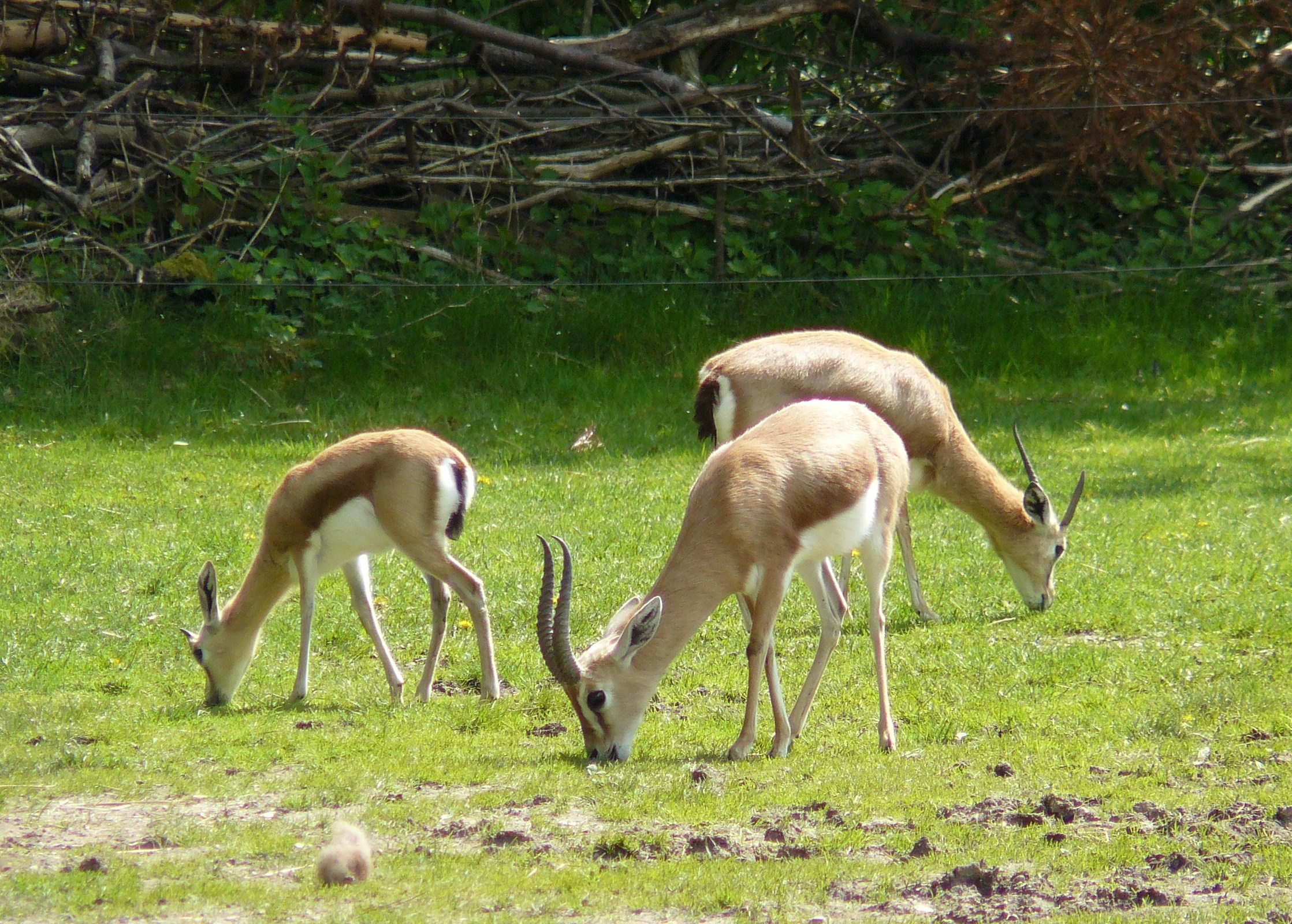
Gacelas dorcas

Se reconocen las siguientes subespecies:
- Gazella dorcas dorcas
- Gazella dorcas beccarii; Dorcas de Eritrea
- Gazella dorcas isabella; Dorca Isabella
- Gazella dorcas massaesyla; Dorca de Marruecos
- Gazella dorcas osiris; Dorca del Sahara
- Gazella dorcas pelzelnii; Dorca Pelzeln